# Young & Rubicam
La Young & Rubicam (abbreviata Y&R) è una tra le più importanti agenzie pubblicitarie del mondo. È stata fondata nel 1923, a Philadelphia, da John Orr Young e Raymond Rubicam. Dall'anno 2000 fa parte della multinazionale WPP Group plc.

## Storia

### Gli anni di Raymond Rubicam
La Young & Rubicam nasce dall'iniziativa di una coppia di amici: Raymond Rubicam, copywriter, e John Orr Young, account executive. Già professionisti affermati presso alcune importanti agenzie pubblicitarie dell'epoca (prima la F. Wallis Armstrong Company, poi la N. W. Ayer & Son), i due decidono di mettersi in proprio e fondare una propria agenzia nel 1923, nella città di Philadelphia (con Young in qualità di presidente).
La filosofia sulla quale gettare le basi della nuova impresa, già sperimentata negli anni precedenti in particolare da Rubicam, è quella che privilegia la qualità a scapito della quantità. Se fino all'epoca il criterio con cui si reclamizzavano i prodotti si basava perlopiù sulla continua ripetizione di semplici messaggi (concezione di matrice behaviourista), Rubicam è tra i primi a proporre un modo di fare pubblicità che invece pone molta cura sul cosa dire e sul come dirlo.
Alla "filosofia della creatività" Young e Rubicam abbinano anche un modo di gestire la propria agenzia piuttosto diverso rispetto a quello in auge presso la concorrenza. 

In primo luogo vi è l'intento di creare il più possibile un ambiente libero, brioso e informale. Contrapporre, quindi, ad un sistema rigido e gerarchico di fare pubblicità che privilegiava gli aspetti prettamente economici, un sistema che invece contemplava gli aspetti "creativi" e puntava sul lavoro di équipe (quest'ultima intesa come squadra in cui ciascuno potesse contribuire in maniera ricorsiva ad una campagna finché non si arrivava ad un risultato ottimale).

In secondo luogo, per quanto concerne i criteri di scelta dei professionisti che andavano a comporre la squadra di lavoro, basarsi più sull'effettiva capacità di escogitare idee innovative che non sulla lunghezza dei curricula.
Tale miscela di elementi, sebbene tacciata dai detrattori come assenza di organizzazione, si rivela all'atto pratico vincente. 
Il primo cliente importante, la General Foods, arriva già nel primo anno di vita dell'agenzia e la campagna pubblicitaria creata per la bevanda Postum vince l'Harvard Award. La General Foods rinnova così il contratto per altri prodotti quali il Jell-O e le Grape-Nuts.
Nel 1926 la Young & Rubicam si trasferisce a New York al numero civico 285 di Madison Avenue, anche conosciuto come Murray Hill Building o Young & Rubicam Building, che rimarrà la sede principale dell'agenzia fino al 2013, anno del trasferimento a 3 Columbus Circle.
Parallelamente alla crescita dell'agenzia, la Young & Rubicam decide di adottare una filosofia di gestione che prevede il reinvestimento degli utili nell'espansione dell'azienda e in incentivi per i dipendenti. Nel 1931 aprirà un ufficio anche a Chicago.
Durante il periodo compreso tra le due guerre mondiali riesce a conquistare importanti clienti. Oltre alla General Foods è possibile citare la General Electric, la Johnson & Johnson, la Gulf, la Travelers Insurance, la Metropolitan Life Insurance, la Bristol-Myers, le automobili Packard, la rivista Fortune, il whisky Four Roses, i colletti e le camicie della Arrow.
Nonché ne rifiuta alcuni: pur di non riorganizzare il proprio team di creativi Raymond Rubicam manda a monte un affare milionario con la Pall Mall. 

Tra le pubblicità più celebri dell'epoca è possibile citare l'annuncio "Impact" (1930) per reclamizzare l'agenzia stessa (la fotografia ritraeva un signore che pigliava un pugno in faccia) e l'annuncio per la Arrow (1938) il cui slogan recitava «Il mio amico, Joe Holmes, adesso è un cavallo».
In controtendenza rispetto a molte altre aziende durante la grande depressione degli anni trenta, la Young & Rubicam passa da un fatturato di 6 milioni di dollari nel 1927, ad un fatturato di 12 milioni di dollari nel 1935, ad un fatturato di 22 milioni di dollari nel 1937.
Se grazie alle idee di Rubicam la sua agenzia diviene una delle prime a guadagnarsi la fama di essere "creativa", sempre grazie a lui la Young & Rubicam diviene anche una delle prime a fare affidamento sulla ricerca scientifica per supportare tale creatività. Nel 1932 viene cooptato un professore della Northwestern University: lo statistico George Gallup e viene inaugurato il dipartimento di ricerca della Young & Rubicam (presso il quale lavorerà anche un giovane David Ogilvy). Sotto la direzione di Gallup (direzione che sarà mantenuta fino al 1948) il dipartimento condurrà studi pionieristici sui consumatori a livello di preferenze, di pregiudizi, di abitudini di lettura della stampa e di modalità di ascolto della radio. In particolare la Young & Rubicam sarà la prima agenzia ad impiegare l'intervista telefonica a campione allo scopo di misurare il successo di uno specifico annuncio.
Tali studi conducono a significative innovazioni nel mondo della pubblicità. Ad esempio vengono impiegati per la prima volta fumetti umoristici per reclamizzare i prodotti (con la creazione di personaggi quali ad esempio "Mr. Coffee Nerves" o "Little Albie" per la General Foods).
Oppure viene studiato un canone di composizione dell'annuncio pubblicitario stampato. 
La Young & Rubicam diverrà anche una delle prime agenzie a produrre propri programmi radiofonici (con noti showmen dell'epoca quali Jack Benny, Fred Allen e Arthur Godfrey) e relativi spot.

Leitmotiv di tutto questo lavoro è comunque la convinzione, da parte di Rubicam, che sia necessario porsi dal punto di vista del consumatore, cercando di realizzare pubblicità in grado innanzitutto di rispecchiare il lettore o il radioascoltatore, e solo successivamente di mostrare come un prodotto può essere utile (è il cosiddetto "indirect copy approach", che ribaltava il canone vigente all'epoca ossia il puntare tutto e subito sul bene da reclamizzare).
Nel 1934 John Orr Young si ritira. Il posto di presidente viene quindi preso da Sigurd Larmon, che diverrà una figura particolarmente pregnante nella vita dell'agenzia. Rubicam si allontana progressivamente dall'attività di copywriting per occuparsi sempre più frequentemente di aspetti dirigenziali.
Durante la Seconda guerra mondiale la Young & Rubicam collaborerà attivamente con alcuni organi federali degli Stati Uniti d'America, in particolare donerà tempo e risorse al War Advertising Council, al Dipartimento del Tesoro e al Dipartimento dell'Agricoltura.

### Gli anni di George Gribben
Al momento del ritiro di Raymond Rubicam, avvenuto nel 1944, la Young & Rubicam è l'agenzia più importante del mondo dopo la J. Walter Thompson.
Il ruolo di direttore creativo viene preso da George Gribben, e nell'arco degli anni cinquanta l'agenzia passa da un fatturato di 100 milioni di dollari nel 1951 ad un fatturato di 212 milioni di dollari nel 1960.
Durante gli anni sessanta le nuove regole della pubblicità vengono dettate da agenzie, all'epoca, relativamente piccole come la Doyle Dane Bernbach, la Ogilvy & Mather e la Leo Burnett. Si tratta della cosiddetta "seconda rivoluzione creativa" (alla "prima" aveva partecipato lo stesso Raymond Rubicam negli anni ruggenti). Tuttavia anche giganti come la J. Walter Thompson e la Young & Rubicam riescono ad entrare in sintonia con questa nuova concezione della pubblicità e a beneficiarne.
In particolare, tra le réclame più celebri di questo periodo firmate Young & Rubicam, è possibile citare quella per la Bufferin (1960).

### Gli anni di Alex Kroll
Al buon momento per l'economia mondiale degli anni cinquanta e sessanta segue la recessione degli anni settanta, e in entrambi i casi l'industria della pubblicità è tra le prime a risentire di questo andamento. In particolare un'agenzia enorme e costosa come la Young & Rubicam, in un periodo di ristrettezze economiche come quello che si verifica a partire dal 1971, accusa più di altre la diminuzione di investimenti nel mercato. Per far fronte alla situazione viene cambiata radicalmente direzione: Ed Ney diventa presidente del consiglio di amministrazione e amministratore delegato, ad Alexander Brody è affidata la gestione delle operazioni internazionali, e Alexander Kroll viene assunto in qualità di direttore creativo.
Ed Ney prende vari provvedimenti: ridimensiona l'organico ricorrendo ad un drastico taglio dei posti di lavoro; rinuncia ad alcuni clienti non ritenuti più remunerativi; riorganizza le risorse finanziarie. Queste operazioni rendono l'agenzia più flessibile. Nel 1973 la Young & Rubicam è così in grado di assorbire l'agenzia di comunicazione Sudler & Hennessey (attiva nell'ambito della sanità) e la compagnia di direct marketing Wunderman, Ricotta & Kline, e di diventare la prima agenzia pubblicitaria del mondo, sorpassando la J. Walter Thompson. Sempre negli anni settanta procede poi con l'acquisizione di aziende minori fino al 1979, anno in cui si fonde con la Burson-Marsteller, una delle più importanti agenzie di pubbliche relazioni degli Stati Uniti.
Mentre Ed Ney lavora sul fronte interno, Alexander Brody incrementa e organizza la presenza della Young & Rubicam a livello internazionale. Tra le operazioni più importanti è possibile citare la collaborazione con la più grande agenzia pubblicitaria ungherese, la Mahir, in un'epoca in cui il blocco sovietico era generalmente considerato dagli americani un "non-mercato". È possibile citare inoltre la joint venture tra le filiali di Tokio della Young & Rubicam e della Dentsu (la più importante agenzia pubblicitaria asiatica) che dà vita alla DYR e che permetterà alla Young & Rubicam di consolidarsi in Giappone e alla Dentsu di espandersi in tutto il mondo.
Alexander Kroll assume il ruolo di principale forza creativa della Young & Rubicam, e la sua influenza diventerà ancora maggiore quando nel 1985, in seguito al ritiro di Ed Ney, verrà nominato presidente del consiglio di amministrazione e amministratore delegato al suo posto.

Kroll descrive in questi termini la propria filosofia creativa: «Deve avere la strategia giusta, dev'essere credibile, avere forza, rendere il prodotto un eroe, farsi un amico, costruire la personalità fondamentale del prodotto e rimanervi coerente».
Alla base della creazione di una pubblicità (memori degli insegnamenti di Raymond Rubicam) vi deve essere lo studio approfondito della categoria del bene da reclamizzare, la raccolta sistematica di tutte le informazioni essenziali relative ad un prodotto o ad un servizio, e la definizione del problema che una pubblicità deve risolvere.

Tra le campagne pubblicitarie più celebri dell'"Era Kroll" è possibile citare quelle per alcuni clienti storici della Young & Rubicam come la General Foods (Sanka, International Coffee, Tang, Orange Plus, Awake, Postum, Birds-Eye, Quick Thaw, e il budino Jell-O con Bill Cosby come testimonial) o la Metropolitan Life Insurance (che invece impiegava come testimonial i Peanuts di Charles Schulz). Ma è possibile citare anche le réclame per i pezzi di ricambio della Lincoln-Mercury, per la bevanda Dr Pepper, per la gomma da masticare Dentyne, per i fast food Kentucky Fried Chicken, per la birra Pabst, per le banche Merrill Lynch e Security Pacific Bank, per la crema di bellezza Oil of Olay, per le scarpe Keds, per la Kodak, per la Eastern Air Lines e per le pillole contro il mal di testa Excedrin. Numerose le nomination e i premi vinti in questo periodo.
Ma vi è anche qualche sbavatura, come la perdita del contratto con la Chrysler nel 1979.

### Gli anni di Peter Georgescu
Al grande successo ottenuto dalla Young & Rubicam a cavallo tra gli anni settanta e ottanta, segue un declino verso la fine degli anni ottanta e l'inizio degli anni novanta, ancora una volta in maniera strettamente correlata con l'andamento dei mercati. La recessione degli anni novanta si fa sentire in maniera particolarmente critica a partire dal 1993, con la perdita di importanti clienti come la Johnson & Johnson, la AT&T e la Warner-Lambert a loro volta alle prese con una situazione drammatica.
Anche in questo caso la soluzione viene cercata in un cambio radicale di direzione: nel dicembre del 1993 Alexander Kroll si dimette e il suo posto viene preso da Peter Georgescu. Georgescu, al momento del suo insediamento, considera la Young & Rubicam un'agenzia insterilita, «grossa, intellettuale, conservatrice e introspettiva». Obiettivo principale per far fronte a questa condizione è quella di trasformare la Young & Rubicam da una compagnia con un orientamento prettamente geografico, ossia paragonabile ad una sorta di impero coloniale con agenzie disseminate in tutto il mondo, ad una compagnia in grado di concentrarsi di più sui servizi per i clienti. Viene quindi rivisto il quadro dirigenziale, e ridimensionata e resa più flessibile la struttura della multinazionale. Vi è inoltre il tentativo di rivitalizzare la vena creativa, creatività che storicamente era sempre stata uno dei tratti distintivi dell'agenzia.
I primi risultati del cambio di rotta di Georgescu si iniziano a vedere dopo alcuni mesi. In particolare nel 1995 dopo il contratto con la Viacom (divisione della CBS) e nel 1996 dopo quello con la Blockbuster. Viene incrementato il volume di affari con la Sears e riallacciati rapporti con la AT&T. Durante la seconda metà degli anni novanta la Young & Rubicam riesce progressivamente a recuperare credibilità e mercato, e tra il 1994 e il 1997 vede il proprio fatturato quasi raddoppiato raggiungendo quota 7,3 miliardi di dollari, piazzandosi così al quarto posto nella classifica mondiale delle agenzie. 

Nel 1997 Linda Srere diventa presidente e amministratore delegato, nonché la prima donna ad acquisire un ruolo di tale rilievo all'interno dell'azienda.

Tra il 1997 e il 1999 la Young & Rubicam riesce ad annoverare tra i propri clienti l'Esercito americano, la Sony, la Kellogg's, la Schweppes e la Metro-Goldwyn-Mayer (divisione Grand Hotel & Casino della città di Las Vegas).
Nel 1998 la Young & Rubicam diventa una public company. Sempre nel 1998 la sede di New York si trova al centro di una contestazione: l'agenzia è accusata, a livello di target pubblicitario, di riservare scarsa attenzione nei confronti delle minoranze etniche, pur essendo tali minoranze una percentuale significativa dei consumatori dei prodotti reclamizzati. L'agenzia risponde affermando di investire ogni anno oltre 150 milioni di dollari per il mercato riservato alle minoranze etniche e di sostenere con donazioni varie organizzazioni dedicate; sottolinea inoltre il fatto che circa un quinto dei propri dipendenti appartiene a tali minoranze.
Nel maggio 1999 la Young & Rubicam acquisisce la KnowledgeBase Marketing, mentre nel giugno dello stesso anno ottiene un contratto con la Mattel per reclamizzare la nuova linea di Barbie. Queste operazioni permettono all'agenzia di crescere del 14% rispetto all'anno precedente a livello di profitti. Agli inizi del 2000 estende la propria presenza in nuovi mercati, come ad esempio quello di Internet. Tuttavia, nonostante il buon momento, si ha una significativa flessione delle quotazioni in borsa dell'azienda: tra il dicembre del 1999 e l'aprile del 2000 il valore delle azioni scende da 72 dollari a 41.

La prima ipotesi per spiegare questo andamento attribuisce la causa ad un paventato mancato rinnovo dei contratti da parte dell'Esercito americano e di Citibank. La seconda ad un espediente finanziario del WPP Group plc per poter acquistare la Young & Rubicam ad un prezzo conveniente.

La seconda ipotesi si rivela corretta, e nel maggio del 2000 l'agenzia pubblicitaria fondata da Raymond Rubicam nel 1923 viene acquisita dalla WPP di Londra.
Non solo, ma per ironia della sorte la Young & Rubicam si ritrova a far parte del medesimo gruppo della sua concorrente storica, la J. Walter Thompson.

### Gli anni di WPP Group
Nel 2001 la Young & Rubicam di New York perde Kentucky Fried Chicken, uno dei clienti storici dell'agenzia, e altri importanti clienti negli anni a seguire, finché nel 2004 venne nominata Ann Fudge come global CEO per cercare di risollevarne le sorti.
Dopo aver mantenuto il posto di principale agenzia pubblicitaria del più grande gruppo di comunicazione del mondo, il WPP Group, la Y&R nel 2011 ha nominato come CEO David Sable, ancora oggi in carica.
Young & Rubicam è presente in tutto il mondo con 189 uffici in 93 Paesi.

## La Young & Rubicam Italia
La filiale italiana della Y&R fu aperta nel 1953: l'agenzia americana non costituì la struttura dal nulla, ma comprò l'agenzia ITAM di Sassoli.
Fra le campagne più famose del ramo italiano ci sono quelle per la Barilla con lo slogan "Dove c'è Barilla c'è casa".